# Longitude
En 2000, el canal Channel 4 y A&E Network realizó una dramatización para televisión, sin títulos para su distribución en castellano,  sobre el libro de la escritora Dava Sobel, basada en la vida del constructor de cronómetros marinos británico John Harrison y sus trabajos. Entre el reparto destacan Sir Michael Gambon, Jeremy Irons, Bill Nighy, Brian Cox, Gemma Jones, Ian Hart, Nigel Davenport o Frank Finlay.

## Sinopsis
En el siglo XVIII, John Harrison (Gambon) dedicó muchos años y esfuerzos al desarrollo del cronómetro marino que le valió el Premio Longitud, establecido en 1714 por el Parlamento inglés. En el siglo XX, Rupert Gould (Irons), un oficial de la marina retirado, está restaurando cuatro de los cronómetros de Harrison y contribuyendo a la difusión de sus progresos.

## Reparto
| Siglo XVIII - Michael Gambon – John Harrison - Jonathan Coy – Adm. Sir Cloudsley Shovell - Christopher Hodsol – Capt. Ainsley - Gemma Jones – Elizabeth Harrison - John Nettleton – Minister for the Navy - Nigel Davenport – Sir Charles Pelham - Ian Hart – William Harrison - Liam Jennings – Young William Harrison - Frank Finlay – Admiral Sir Charles Wager - Andrew Scott – John Campbell - John Normington – Mr. Greene - John Standing – Capt. Proctor - John Wood – Sir Edmond Halley - Ian McNeice – Dr Bliss - David Wood – Ditton - Mark Tandy – Whiston - Stephen Fry – Sir Kenelm Digby - Samuel West – Nevil Maskelyne - Bill Nighy – Lord Sandwich - Brian Cox – Lord Morton - Peter Vaughan – George Graham - Clive Francis – Capt. Digges - Tim McInnerny – Christopher Irwin - Stephen Simms – James Harrison - Cliff Parisi – Lt. Draper - Rupert Baker – Lt. Bertie - Charles Gray – Adm. Balchen - Trevor Cooper – Roger Willis - William Scott-Masson – Lt. Knorvler - William Thomas – Arthur Mason - Ian Burfield – Jos Killick - John Quentin – Dr. Bradley - Alfred Burke – Rear Admiral - Nick Reding – Capt. Campbell - Charles Edwards – Lt. Seward - Gary Waldhorn – Cmdre. Forrest - Frederick Warder – Bosun - Pip Torrens – Capt. Lindsay - Frederick Treves – Governor - Nicholas Rowe – King George - Heike Makatsch – Queen Charlotte - T. P. McKenna – Edmund Burke - Kelvin Cook – Carpenter - Peter-Hugo Daly – John Jefferys - Eliza Darby – Portuguese child - Duane Fierro – Naval captain - Daniela Lavender – Courtesan - Roger Lloyd-Pack – Capt. Man - Gavin Molloy – Marine - Daragh O'Malley – Capt. Bourke | Siglo XX - Jeremy Irons – Rupert Gould - Peter Cartwright – Army doctor - Anna Chancellor – Muriel Gould - Geoffrey Hutchings – Estate manager - Robert Demeger – Observatory porter - Sarah Badel – Society lady - Alec McCowen – Sir Frank Watson Dyson - Sophie Millett – Dyson's secretary - Lucy Akhurst – Nurse Grace Ingram - Michael Cochrane – Waddington, Gould's solicitor - John Leeson – BBC radio producer - Peter Penry-Jones – Surgeon - Sasha Hails – BBC PA - Rebecca Clay – Observatory assistant - Richard Janes – Young assistant - Faith Kent – Lady curator - John Quayle – Dr. Demainbray - James Bradshaw – Callboy - Barbara Leigh-Hunt – Dodo Gould - Clare Moody – Staff nurse - Joe Williams – Cecil Gould |

## Premios

### Premios BAFTA
| Año  | Categoría                                             | Actor                                | Resultado   | Ref   |
| ---- | ----------------------------------------------------- | ------------------------------------ | ----------- | ----- |
| 2001 | Mejor actor de televisión                             | Michael Gambon                       | Ganador     | [ 1 ] |
| 2001 | Best Drama Serial                                     | Charles Sturridge Selwyn Roberts     | Ganador(es) | [ 1 ] |
| 2001 | Best Original Television Music                        | Geoffrey Burgon                      | Ganador     | [ 1 ] |
| 2001 | Best Photography and Lighting (Fiction/Entertainment) | Peter Hannan                         | Ganador     | [ 1 ] |
| 2001 | Best Production Design                                | Eileen Diss Chris Lowe               | Ganador(es) | [ 1 ] |
| 2001 | Best Costume Design                                   | Shirley Russell                      | Nominada    | [ 1 ] |
| 2001 | Best Editing (Fiction/Entertainment)                  | Peter Coulson                        | Nominado    | [ 1 ] |
| 2001 | Best Make Up & Hair Design                            | Christine Beveridge                  | Nominada    | [ 1 ] |
| 2001 | Best Sound (Fiction/Entertainment)                    | Best Sound (Fiction/Entertainment)   | Nominado    | [ 1 ] |
| 2001 | Best Visual Effects & Graphic Design                  | Best Visual Effects & Graphic Design | Nominado    | [ 1 ] |